# 伊塔比納 (密西西比州)
伊塔比納（英語：Itta Bena）是位於美國密西西比州利福勒縣的城市。

## 人口
根據2020年美國人口普查的數據，伊塔比納的面積為3.77平方千米，當中陸地面積為3.65平方千米，而水域面積為0.12平方千米。當地共有人口1679人，而人口密度為每平方千米445人。